# Luahoko
Luahoko (auch: Loohooga, Lua Hoko) ist eine Insel im Norden von Haʻapai im Pazifik. Sie gehört politisch zum Königreich Tonga.

## Geografie
Das Motu liegt zentral in der Lagune des Archipels Lifuka und gehört kommunal zu Haʻano. Sie liegt etwa auf halber Strecke zwischen Haʻano im Osten und Moʻungaʻone im Westen.

## Klima
Das Klima ist tropisch heiß, wird jedoch von ständig wehenden Winden gemäßigt. Ebenso wie die anderen Inseln der Haʻapai-Gruppe wird Luahoko gelegentlich von Zyklonen heimgesucht.